# San Francisco de Conchos (kommun)
San Francisco de Conchos är en kommun i Mexiko.   Den ligger i delstaten Chihuahua, i den nordvästra delen av landet, 1 100 km nordväst om huvudstaden Mexico City. Antalet invånare är 2 983. Arean är 1 169 kvadratkilometer.
Terrängen i San Francisco de Conchos är kuperad åt nordväst, men åt sydost är den platt.
Följande samhällen finns i San Francisco de Conchos:
- Boquilla de Babisas
- San Francisco de Conchos
- Rancho Nuevo
- El Molino